# Psilomorpha
Psilomorpha is een kevergeslacht uit de familie van de boktorren (Cerambycidae). De wetenschappelijke naam van het geslacht werd voor het eerst geldig gepubliceerd in 1850 door Saunders.

## Soorten
Psilomorpha omvat de volgende soorten:
- Psilomorpha apicalis Pascoe, 1859
- Psilomorpha divisus (Pascoe, 1871)
- Psilomorpha maculicornis (Saunders, 1850)
- Psilomorpha marginalis (Aurivillius, 1917)
- Psilomorpha nigra Scambler, 1989
- Psilomorpha pulchra (Hope, 1834)
- Psilomorpha tenuipes Saunders, 1850